# Cibungur (Leuwidamar)
Cibungur is een bestuurslaag in het regentschap Lebak van de provincie Banten, Indonesië. Cibungur telt 4493 inwoners (volkstelling 2010).